# Raadi repülőtér
A Raadi repülőtėr, vagy Tartui lėgibázis katonai repülőtér volt Észtország délkeleti részén, Tartu mellett. 1912-től működött. A hidegháború alatt a Szovjetunió legjelentősebb katonai repülőterei közé tartozott, ahol stratégiai bombázók és katonai szállító repülőgépek állomásoztak. Az orosz csapatok 1992-ben távoztak a repülőtérről. 1996-ban véglegesen bezárták. Később ott építették fel és nyitották meg 2016-ban az Észt Nemzeti Múzeum új épületét.